# 妙興寺 (米子市)
妙興寺（みょうこうじ）は鳥取県米子市寺町にある寺院。山号は普平山。旧本山は堺妙国寺。奠師法縁。
米子の街の礎をつくった米子城執政家老横田内膳正村詮（米子城騒動で知られる）の墓所がある。市内には寺町の実成寺、妙善寺をはじめ感應寺、浄蓮寺、本教寺、妙本寺等がある。

## 歴史
永禄7年3月28日（1564年）開山の瑞応院日逞により普平山菩提樹院妙興寺が創建された。日逞は慶長9年4月28日（1604年）に没する（89歳）まで布教はもとより堺との交流に努めた。米子城中村藩から寺領百石が安堵されている。また油屋から猫のいる仏涅槃図が寄進されている。
境内
- 本堂

## 歴代
- 瑞応院日逞（開山、堺の豪商の油屋常言の弟。）

## アクセス
- 米子駅から車で5分